# Villiers-Saint-Benoît
Villiers-Saint-Benoît is een gemeente in het Franse departement Yonne (regio Bourgogne-Franche-Comté) en telt 429 inwoners (1999). De plaats maakt deel uit van het arrondissement Auxerre.

## Geografie
De oppervlakte van Villiers-Saint-Benoît bedraagt 33,1 km², de bevolkingsdichtheid is 13,0 inwoners per km².
De onderstaande kaart toont de ligging van Villiers-Saint-Benoît met de belangrijkste infrastructuur en aangrenzende gemeenten.

## Demografie
Onderstaande figuur toont het verloop van het inwonertal (bron: INSEE-tellingen).